# کنده‌مهره
کنده‌مهره (نام علمی: Bothriospondylus) نام یک سرده از راسته خزنده‌کفلان است.